# Baumsänger

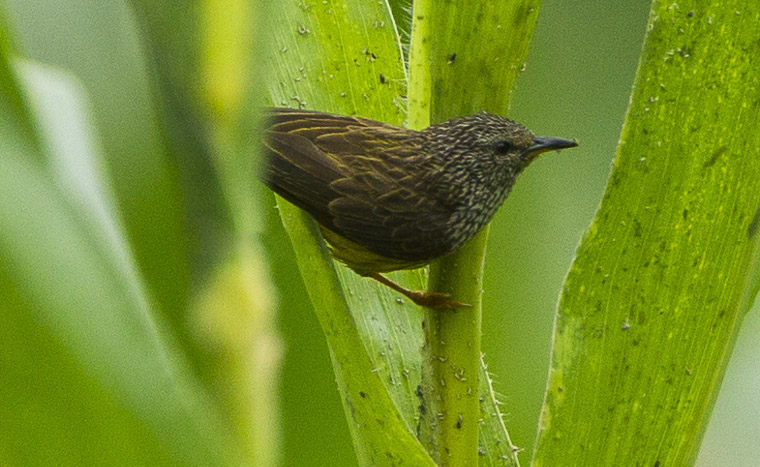
Strichelbaumsänger (Pholidornis rushiae)

Die Baumsänger (Hyliidae) sind eine aus zwei Arten bestehende Singvogelfamilie, die in Wäldern im tropischen West- und Zentralafrika vorkommt.
Die zwei Arten sind: 
- der Grünbaumsänger (Hylia prasina)
- und der Strichelbaumsänger (Pholidornis rushiae)

## Merkmale und Systematik
Baumsänger sind kleine Vögel, die ein Gewicht von 5 bis 14 Gramm erreichen und sich vor allem von Insekten, darunter speziell von Napfschildläusen (Coccidae), ernähren. Sie leben in kleinen, sozialen Gruppen, die zusammen im Nest schlafen. Die Nester sind kugelförmig, ähnlich wie die Nester der Webervögel (Ploceidae). Die Eier der Baumsänger sind weiß.
Über die systematische Einordnung der beiden Baumsängerarten waren sich die Ornithologen über einen langen Zeitraum nicht einig und sie wurden im Laufe der Zeit zusammen oder getrennt den Mistelfressern (Dicaeidae), Prachtfinken (Estrildidae), Honigfressern (Meliphagidae), den Nektarvögeln (Nectariniidae), den Meisen (Paridae), den Webervögeln (Ploceidae), den Laubsängerartigen (Phylloscopidae), den Beutelmeisen (Remizidae) oder den Grasmückenartigen (Sylviidae) zugeordnet. Die meisten Autoren stellten die zwei Arten getrennt in verschiedene Familien. DNA-Vergleiche zeigten jedoch, dass die zwei Arten nah miteinander verwandt sind. Sie werden deshalb heute in die Familie Hyliidae gestellt, die schon im Jahr 1923 vom britischen Ornithologen David Bannerman eingeführt und im Jahr 1930 durch den amerikanischen Ornithologen George Latimer Bates zitiert wurde, von späteren Autoren aber nicht akzeptiert wurde. Gemeinsame morphologische Merkmale der zwei Arten sind die mit einer bürstenartigen Spitze versehene Zunge und das lange Zungenbein.

## Belege
1. 1 2 3   Kristina M. Sefc, Robert B. Payne, Michael D. Sorenson (2003): Phylogenetic relationships of African sunbird-like warblers: Moho (Hypergerus atriceps), Green Hylia (Hylia prasina) and Tit-hylia (Pholidornis rushiae) (PDF). Ostrich: Journal of African Ornithology. 74 (1–2): 8–17. doi:10.2989/00306520309485365
2. 1 2  Per Alström, Urban Olsson, Fumin Lei: A review of the recent advances in the systematics of the avian superfamily Sylvioidea. Chinese Birds 2013, 4(2):99–131, DOI: 10.5122/cbirds.2013.0016, PDF
3. ↑  Silke Fregin, Martin Haase, Urban Olsson, Per Alström: New insights into family relationships within the avian superfamily Sylvioidea (Passeriformes) based on seven molecular markers. BMC Evolutionary Biology 12(1), 157, 2012. S. 1–12, DOI: 10.1186/1471-2148-12-157
4. ↑  David A. Bannerman: Report on the birds collected during the British Museum Expedition to the Ivory Coast (French West Africa). In: Ibis. Band 65, Nr. 4, 1923, S. 667–748 [704], doi:10.1111/j.1474-919X.1923.tb08230.x.
5. ↑  George Latimer Bates (1930): Handbook of the Birds of West Africa. Bale, Sons and Danielson, London.